# ЧЕЗ Трофи
„ЧЕЗ Трофи“ е ежегоден шахматен фестивал, провеждан в Прага.
Основан е през 2005 г. Наречен е на основния спонсор на събитието – чешката енергийна компания ЧЕЗ.
Фестивалът се организира от Пражкото шахматно дружество и в основата си представлява мач по ускорен шахмат между най-добрия чешки шахматист Давид Навара и гост от световна величина. Благодарение на спонсорството на ЧЕЗ, фестивалът ще продължи най-малко до 2013 година.

## История

### 2005
Първото издание на фестивала включва, като противници на Давид Навара – Анатолий Карпов и Сергей Мовсесян. Навара изиграва две партии срещу Карпов, които завършват с реми. Двубоят срещу Мовсесян включва партии по 3- и 5-минутен блиц шахмат. Карпов също провежда сеанс срещу 25 противници.

### 2006
За първи път във фестивала взима участие най-добрата чешка шахматистка – международен майстор Яна Якова. Противник на Навара е Борис Гелфанд, а на Якова - Властимил Хорт.

### 2007
Фестивалът включва участието на гросмайсторите Найджъл Шорт и Ян Тиман. За последен път във фестивала взима участие най-добрата чешка шахматистка – международен майстор Яна Якова. Участниците изиграват общо по десет партии – първите шест по ускорен шахмат и останалите четири по „Фишер рандъм“.
| Участници    | Държава | 1 | 2 | 3 | 4 | 5 | 6 | 7 | 8 | 9 | 10 | Краен резултат |
| ------------ | ------- | - | - | - | - | - | - | - | - | - | -- | -------------- |
| Давид Навара | Чехия   | ½ | ½ | 1 | 1 | 1 | ½ | 0 | ½ | 1 | 1  | 7 от 10 т.     |
| Найджъл Шорт | Англия  | ½ | ½ | 0 | 0 | 0 | ½ | 1 | ½ | 0 | 0  | 3 от 10 т.     |

| Участници | Държава     | 1 | 2 | 3 | 4 | 5 | 6 | 7 | 8 | 9 | 10 | Краен резултат |
| --------- | ----------- | - | - | - | - | - | - | - | - | - | -- | -------------- |
| Ян Тиман  | Нидерландия | 1 | 1 | ½ | 1 | 1 | 1 | 1 | 0 | 0 | 1  | 7,5 от 10 т.   |
| Яна Якова | Чехия       | 0 | 0 | ½ | 0 | 0 | 0 | 0 | 1 | 1 | 0  | 2,5 от 10 т.   |

### 2008
С изданието през 2008 година се отбелязва 100 години от провеждането на първия международен турнир в Прага. Програмата включва също изложба на хумористични рисунки и анимации на тема „Шахмат“, както и лекции на гросмайсторите Властимил Бабула, Любомир Кавалек и Властимил Хорт.
| Участници        | Държава | 1 | 2 | 3 | 4 | 5 | 6 | 7 | 8 | Краен резултат |
| ---------------- | ------- | - | - | - | - | - | - | - | - | -------------- |
| Владимир Крамник | Русия   | 1 | 1 | 1 | ½ | ½ | 1 | ½ | 0 | 5,5 от 8 т.    |
| Давид Навара     | Чехия   | 0 | 0 | 0 | ½ | ½ | 0 | ½ | 1 | 2,5 от 8 т.    |

### 2009
Фестивалът е открит от чешкия министър-председател Ян Фишер. Освен мачът между Василий Иванчук и Давид Навара, събитието включва лекции на гросмайсторите Ян Плачетка, Любомир Кавалек и Властимил Хорт. Победителят от основния мач е награден с купа, дело на скулптора Лудек Вондра.
| Участници       | Държава | 1 | 2 | 3 | 4 | 5 | 6 | 7 | 8 | Краен резултат |
| --------------- | ------- | - | - | - | - | - | - | - | - | -------------- |
| Василий Иванчук | Украйна | ½ | 1 | ½ | 1 | 0 | 1 | 1 | ½ | 5,5 от 8 т.    |
| Давид Навара    | Чехия   | ½ | 0 | ½ | 0 | 1 | 0 | 0 | ½ | 2,5 от 8 т.    |